# Verband Österreichischer Museums- und Touristikbahnen
Der Verband Österreichischer Museums- und Touristikbahnen (ÖMT) ist eine Dachorganisation mit Sitz in Wien, die Eisenbahnmuseen, Touristikbahnen und Eisenbahnfreundeorganisationen in Österreich vertritt.
Die Mitgliedschaft im Fachverband der Schienenbahnen ermöglicht es, Anliegen auch in der Interessenvertretung der Wirtschaftskammer Österreich vorbringen zu können.

## Österreichischer Bahnkultur-Preis
Der Verband Österreichischer Museums- und Touristikbahnen–ÖMT lobt im Zwei-Jahres-Rhythmus den „Österreichischen Bahnkultur-Preis“ aus.
Mit dem Preis wird ein wichtiges und innovatives Werk, ein Projekt oder eine Institution auf dem Gebiet der österreichischen Museums- und Touristikbahnen ebenso gewürdigt wie außerordentliche Leistungen auf dem Gebiet der österreichischen Eisenbahnhistorie.
Umgesetzte oder in Vorbereitung bzw. Realisierung befindliche Projekte aus folgenden Themenbereichen:
- Sicherung, Erhalt und Wiederinstandsetzung von Fahrzeugen und sonstiger Bahntechnik
- Sicherung, Erhalt und Wiederaufbau von Infrastruktur, also von Strecken und/oder Bahnbauwerken
- Erforschung und Dokumentation der österreichischen Bahngeschichte, bzw. Teilbereiche von dieser
- Integration der österreichischen Museums- und Touristikbahnen in die regionale Wirtschaftsentwicklung und/oder den ÖPNV, insbesondere integrierter touristischer Lösungen und Vorhaben zur Entwicklung des ländlichen Raums

| Jahr | Organisation                     | Projekt                                                                                    |
| ---- | -------------------------------- | ------------------------------------------------------------------------------------------ |
| 2016 | Club Florianerbahn               | Generalsanierung des Triebwagens EM1 der Lokalbahn Ebelsberg–St. Florian                   |
| 2018 | Museumstramway Mariazell         | Die Streckenverlängerung der Museumstramway Mariazell zur Stadt                            |
| 2020 | STEF-Steirische Eisenbahnfreunde | Einbau einer INDUSI in den Triebwagen VT 10.02                                             |
| 2022 | Tiroler MuseumsBahnen            | Wiederherstellung einer „Haller Garnitur“ der ehemaligen Lokalbahn Innsbruck–Hall in Tirol |

## Wirkungsbereich
Das Wirken des ÖMT erstreckt sich nicht nur auf das Gebiet der Republik Österreich, sondern auch auf die von Österreich in technik- und verkehrsgeschichtlicher Weise geprägten Regionen.

## Mitgliedsorganisationen
Die folgenden Organisationen sind Mitglieder im ÖMT:
- Achenseebahn AG
- Bahnerlebnis Steiermark
- Bahn im Film
- Bregenzerwaldbahn-Museumsbahn
- Club Florianerbahn
- Club Salzkammergut-Lokalbahn
- Feistritztalbahn Betriebsgesellschaft m.b.H.
- Förderverein 1020.18 - IG Tauernbahn
- Graz-Köflacher-Bahn und Busbetrieb GmbH
- Historische Elektrolokomotiven Bludenz
- Liliputbahn im Prater GmbH
- Lokalbahn Mixnitz - St. Erhard AG
- Museums-Lokalbahn Verein Zwettl
- Museumstramway Mariazell
- NÖVOG Niederösterreichische Verkehrsorganisationsgesellschaft m.b.H.
- Nostalgiebahnen in Kärnten
- 1. Österreichischer Straßenbahn und Eisenbahn Klub
- Österreichische Gesellschaft für Eisenbahngeschichte GmbH
- Österreichische Gesellschaft für Lokalbahnen
- Österreichischer Club für Diesellokgeschichte
- regiobahn ErlebnisZug GmbH
- Salzburger Freilichtmuseum
- Salzkammergutbahn GmbH
- Stainzer Flascherlzug / Marktgemeinde Stainz
- Steirische Eisenbahnfreunde
- Stern & Hafferl Verkehrsgesellschaft GmbH
- Tiroler MuseumsBahnen
- Tramway Museum Graz
- VEF Verband der Eisenbahnfreunde
- Verein der Eisenbahnfreunde in Lienz
- Verein Erzbergbahn
- Verein Gailtalbahn
- Verein Kaltenleutgebner Bahn
- Verein Neue Landesbahn
- Verein Rhein-Schauen
- Waldviertler Schmalspurbahnverein
- Wiener Tramwaymuseum
- Zillertaler Verkehrsbetriebe AG
- Wassertalbahn - Mocanita Viseu de Sus
- DB Fahrzeuginstandhaltung GmbH - Dampflokwerk Meiningen